# Хорсли, Джон Колкотт
Джон Колкотт Хорсли (англ. John Callcott Horsley; 1817—1903) — английский академический художник, дизайнер и иллюстратор; член художественной колонии Cranbrook Colony.

## Биография
Родился 29 января 1817 года в Лондоне в семье музыканта Уильяма Хорсли и его жены Elizabeth Hutchins Callcott; был внучатым племянником художника сэра Augustus Wall Callcott. Его сестра Мэри Элизабет была замужем за известным британским инженером Изамбардом Брюнелем.

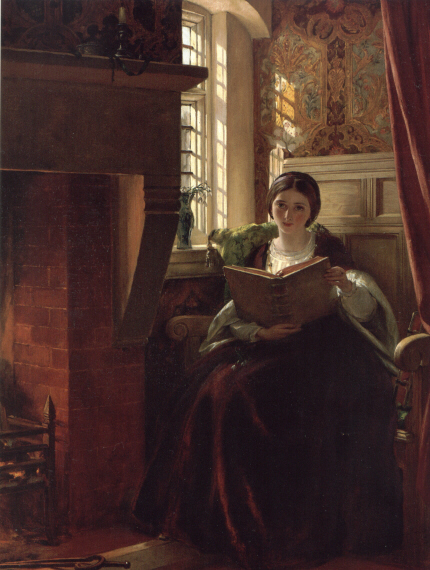
Картина A Pleasant Corner

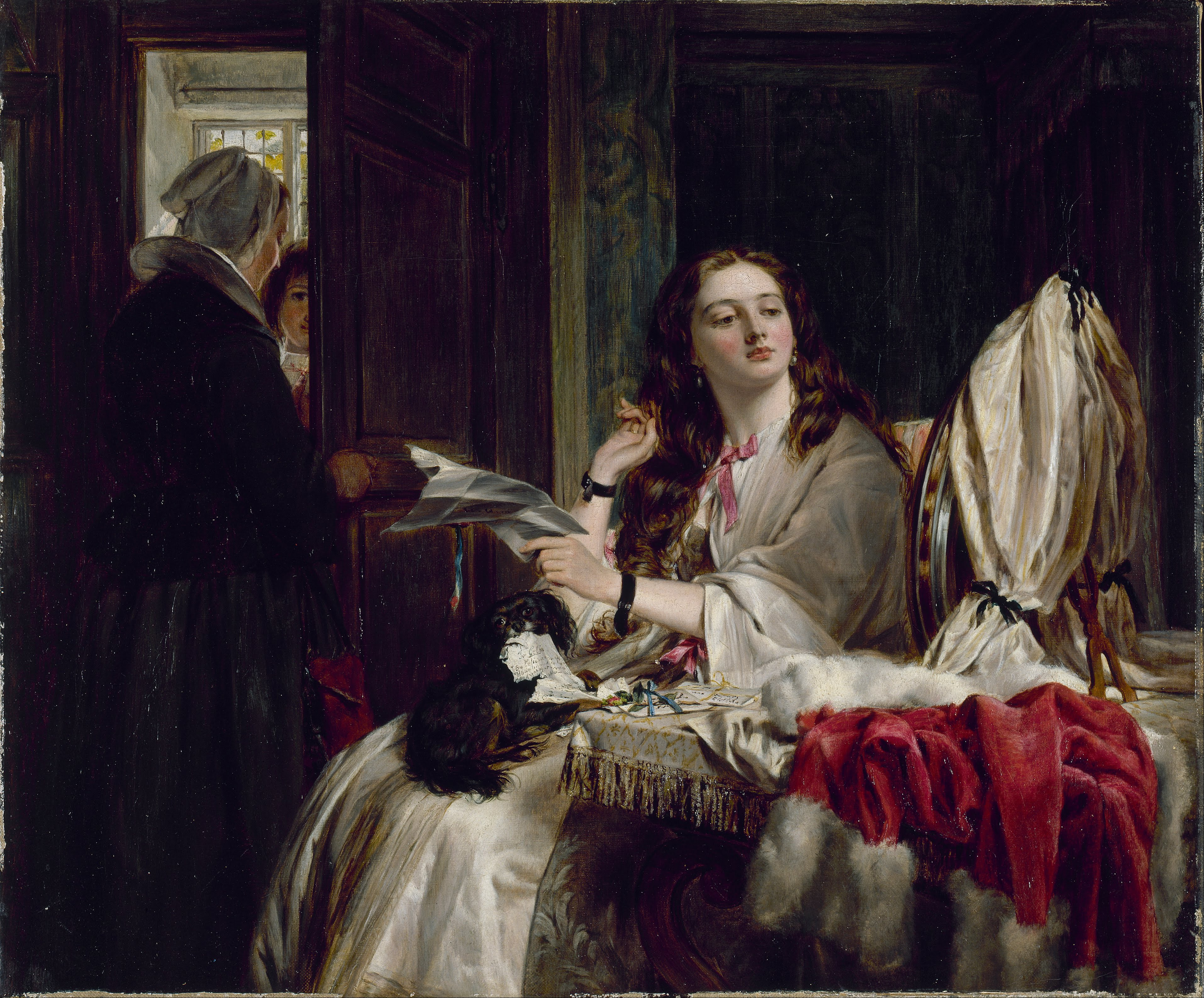
Картина The Morning of St Valentine

Первыми наставниками Джона были Augustus Wall Callcott и Уильям Мюльреди. В возрасте тринадцати лет он поехал учиться в академию Dr Henry Sass's academy, где он познакомился Данте Россетти, Джоном Милле и Уильямом Фрайтом. После этого Хорсли изучал живопись в школе при Королевской академии художеств, где познакомился с Томасом Уэбстером. В 1836 году он выставил свою работу The Pride of the Village в Королевской академии.
Картины Джона Хорсли были в основном на историческую тематику событий XVII-XVIII веков, созданные под влиянием голландских мастеров Питера де Хоха и Яна Вермеера. В начале творчества молодому Хорсли покровительствовал британский арт-коллекционер John Sheepshanks, который купил у него ряд произведений.
В 1843 году работа Хорсли «St Augustine Preaching» заняла призовое место в конкурсе по оформлению интерьера Вестминстерского дворца. Он стал одним из шести художников, которым в 1844 году было поручено исполнять во дворце свои фрески. Он написал «Religion», «Henry V assuming the Crown» и «Satan touched by Ithuriel's Spear while whispering evil dreams to Eve». В 1864 году художник стал членом Королевской академии. Был организатором выставки «Old Masters» в Берлингтон-хаусе (после 1870 года).
Хорсли был ректором (с 1875 по 1890 годы) и казначеем (с 1882 по 1897 годы) Королевской академии художеств. Получил прозвище «Clothes-Horsley» (а также «Mr J. C(lothes) Horsley») за свою непримиримую позицию против использования обнаженных моделей. Отчасти из-за этого он ушёл из Академии в 1897 году, став «отставным академиком».
Джон Хорсли был также членом лондонского гравёрного клуба The Etching Club, выполнив ряд иллюстраций для книг.
Умер 18 октября 1903 года в Лондоне. Был похоронен на городском кладбище Кенсал-Грин.
Примечателен тот факт, что Хорсли принял участие в издании первой коммерческой Рождественской открытки, выполненной по заказу Генри Коула. Он также разработал специальный предоплаченный конверт, который был предшественником почтовой марки.

### Семья
В 1846 году Джон Хорсли женился на Эльвире Уолтер, у них было три сына — Эдуард (род. 1848), Фрэнк (род. 1849) и Гарри (род. 1850). В 1852 году от чахотки умерла жена, затем от скарлатины последовала гибель Эдварда и Гарри в 1854 году и Фрэнка в 1857 году.
Хорсли в 1854 году во второй раз женился на Розамунде Хейден, которая происходила из семьи известных врачей — её отец Чарльз Хейден и брат Френсис Хейден были хирургами. Кроме этого брат был художником и гравёром, основателем в 1880 году общества Royal Society of Painters, Etchers and Engravers (ныне Royal Society of Painter-Printmakers). Розамунда родила семерых детей — Уолтер (род. 1855), Хью (род. 1856), Виктор (род. 1857), Эмма (род. 1858), Фанни (род. 1859), Джеральд (род. 1862) и Розамунда (род. 1864). Джеральд стал архитектором, Уолтер — художником, Виктор — хирургом.
После женитьбы на Розамунде семья переехала в Мидлендс. В 1861 году они переехали в свой дом Willesley в городе Cranbrook, где Хорсли вступил одноимённую арт-колонию.